# Spectropolarimétrie

Schéma d'un spectropolarimètre

La spectropolarimétrie est la mesure de spectres optiques, c'est-à-dire des longueurs d'onde, couplée avec celle de la polarisation de la lumière. 

## Histoire
C'est un domaine d'étude qui est né de l'astrophysique et, en ce sens, l'astrophysique a pavé le chemin de l'utilisation de la spectropolarimétrie en laboratoire. C'est en 1908 que George Ellery Hale commence une telle étude astrophysique en observant le spectre solaire de même que sa polarisation.

## Astronomie

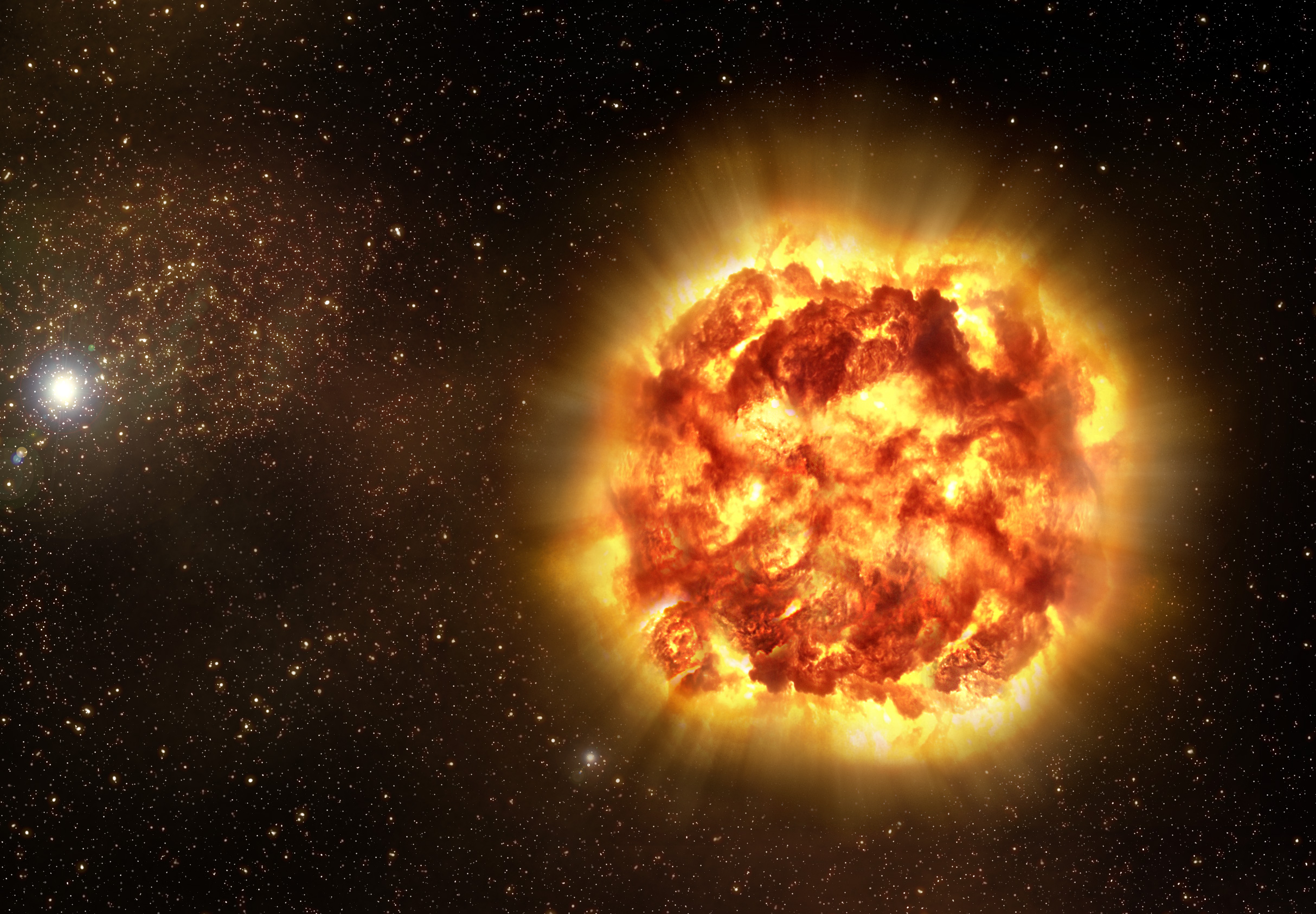
Vue d'artiste de la spectropolarimétrie d'une supernova de type Ia

En astronomie, elle sert à déterminer la force ou l'existence d'un champ magnétique stellaire. Si ce champ magnétique existe, les méthodes spectropolarimétriques permettent de déterminer sa force et sa polarité. Par exemple, la spectropolarimétrie été utilisée pour détecter le champ magnétique de nombreuses classes d'étoiles non encore identifiées comme magnétique, comme les étoiles très massives (par exemple l'étoile theta1 Ori C) certaines étoiles de masse intermédiaire (par exemple l'étoile Véga).

### Exemples
Un champ magnétique stellaire est mesuré à l'aide d'un spectropolarimètre, un instrument composé d'un spectrographe et d'un polarimètre. Le premier instrument à haute résolution spectrale de ce genre, accessible à toute la communauté astrophysique professionnelle, est ESPaDOnS, monté au Télescope Canada-France-Hawaii (CFHT) en 2004, suivi ensuite par son frère jumeau NARVAL, monté sur le télescope Bernard Lyot de l'Observatoire Midi-Pyrénées en 2006. Ils sont notamment l'aboutissement des développements techniques initiés avec l'instrument d'équipe prototype SemPol conçu par l'astrophysicien Meir Semel de l'Observatoire de Meudon pour le télescope anglo-australien (utilisé de 1995 à 2005) puis avec l'instrument prototype MuSiCoS en mode polarimétrique (résolution spectrale moyenne) qui a équipé le télescope Bernard Lyot de 1997 à 2006, qui ont permis les premières détections et analyses des champs magnétiques stellaires par spectropolarimétrie (notamment pour les étoiles de faible masse et les étoiles massives) et ont mis en évidence le fort potentiel de cette nouvelle technique.    
- Au télescope Canada-France-Hawaï (CFHT) :
  - SPIRou : spectropolarimètre infrarouge haute résolution en construction pour le CFHT[6]
  - ESPaDOnS : (en) Echelle SpectroPolarimetric Device for the Observation of Stars[7] (en français « Dispositif spectropolarimétrique échelle pour l'observation d'étoiles »)
- Au  télescope Bernard Lyot :  
  - NARVAL puis son évolution Neo-Narval, un spectropolarimètre stellaire

### Sources
- J. C. del Toro Iniesta, Introduction to Spectropolarimetry, Cambridge University Press, 2003.
- J. Trujillo Bueno, Astrophysical Spectropolarimetry: Proceedings of the XII Canary Islands Winter School of Astrophysics, Puerto de la Cruz, Tenerife, Spain, November 13-24, 2000, Cambridge University Press, 2002 - 354 pages.